# Ezra Churchill Henniger
Pour les articles homonymes, voir Henniger.
Ezra Churchill Henniger (6 juillet 1873-26 mai 1959) est un homme politique canadien de la Colombie-Britannique. Il est député provincial libéral de la circonscription britanno-colombienne de Grand Forks de 1920 à 1924 et de Grand Forks-Greenwood de 1937 à 1941.
Henniger meurt à Grand Forks en mai 1959 à l'âge de 85 ans.
Son fils,  Ezra Henniger, est un athlète canadien spécialiste du demi-fond